# Giorno della Libertà (Malta)
Il Giorno della Libertà di Malta (in maltese: Jum il-Ħelsien, in inglese Freedom Day) è un giorno di festa nazionale della Repubblica di Malta.
Viene celebrato il 31 marzo e commemora l'anniversario del ritiro delle truppe della Royal Navy dall'isola nel 1979.

## Storia
Salito al potere dopo le elezioni del 1971, il nuovo governo laburista maltese guidato da Dom Mintoff dichiarò fra i suoi primi obiettivi quello di rinegoziare l'accordo di locazione con il Regno Unito, che regolava l'utilizzo delle strutture militari presenti sull'isola da parte dell'esercito e della flotta britanniche. L'anno successivo, dopo lunghe trattative, fu firmato un nuovo accordo che prevedeva il prolungamento del contratto di locazione fino alla fine di marzo 1979, con un affitto notevolmente aumentato.
Il 31 marzo 1979, un giorno prima del termine formale del nuovo contratto, le ultime navi britanniche lasciarono Malta, salpando dal Porto Grande di Vittoriosa, alla presenza delle autorità maltesi. Per la prima volta in più di un millennio, Malta non era più una base militare di una potenza straniera e divenne indipendente di fatto oltre che di diritto.
All'evento assistettero il Primo Ministro Mintoff e il Presidente di Malta Anton Buttigieg, che tenne un discorso mentre la bandiera britannica venne definitivamente ammainata, in favore di quella maltese. Unico capo di stato straniero presente alla cerimonia fu Muʿammar Gheddafi, al tempo dittatore della Libia.
Dal 1980, su impulso del Partito Laburista, la ricorrenza iniziò ad essere celebrata in via ufficiale ogni anno presso il monumento alla libertà di Vittoriosa. Dal 1989 al 1995 la cerimonia venne spostata a causa di alcuni incidenti occorsi sul posto, per poi tornare ad essere celebrata nel luogo originario dal 1996.

## Celebrazione
Il Freedom Day è una delle sei festività nazionali attualmente previste dall'ordinamento maltese. Le commemorazioni ufficiali della ricorrenza prevedono la deposizione di una corona di fiori da parte del Presidente di Malta presso il monumento alla libertà di Vittoriosa, oltre a parate e cortei militari alla Valletta e presso il War Memorial a Floriana.
Nel pomeriggio viene tradizionalmente disputata una regata nel Porto Grande, diventata con gli anni una notevole attrazione turistica.